# Metaphor: ReFantazio
Metaphor: ReFantazio – komputerowa gra fabularna wyprodukowana przez Studio Zero i wydana przez firmy Sega i Atlus 11 października 2024 roku.
Akcja gry ma miejsce w fikcyjnym świecie Euchronii.
Wersja demo została wydana we wrześniu 2024 roku.
Gra zebrała pozytywne recenzje w mediach. Chwalono przedstawioną opowieść, jak i wysoką jakość całej produkcji.

## Rozgrywka
Gracz steruje postacią chłopca z kamerą za plecami bohatera. Główny bohater przemierza fikcyjny świat królestwa Euchronii razem z towarzyszami, których poznaje w trakcie wędrówki. W trakcie podróży, gracz wypełnia zadania, kupuje lepsze wyposażenie i walczy z potworami. Walka z przeciwnikami przybiera dwie formy. Pierwszy atak ma miejsce w czasie rzeczywistym, natomiast dalsza walka rozgrywana jest w trybie turowym.

## Odbiór
Krytycy szeroko komentowali wątek fabularny i poruszane w nim tematy. Michael Higham, piszący dla IGN podkreślił, że takie problemy społeczne jak rasizm, ubóstwo czy nierówności klasowe stanowią główny element pokazanej historii i w porównaniu do innych produkcji nie stanowią tylko drobnych podtekstów. Marek Makuła z redakcji Eurogamera zauważył, że „niemal na każdym kroku słyszymy docinki, nieprzyjemne komentarze, a czasami zdarzy się nawet, że nie zostaniemy obsłużeni w jakimś sklepie” i w jego ocenie „całe to upolitycznienie historii wypada jednak znakomicie i unika popadania w tendencyjne skrajności”.
Część recenzentów porównywała produkcję do serii gier Persona firmy Atlus. Jessica Cogswell z serwisu GameSpot zauważyła, że gra zawiera kilka mechanik występujących w Personie np. dynamiczny kalendarz i budowanie relacji między kompanami. Jednocześnie podkreśliła, że lochy zostały dobrze wykonane, a zagadki sprawiają, że bardziej zapadają w pamięć niż te w Personie. Podobnego zdania był Higham, w którego ocenie ReFantazio stworzono na podstawie Persony i Shin Megami Tensei V, a ciągle upływający czas sprawia, że gracz musi sam decydować co jest istotne do wykonania.